# Wake the World: The Friends Sessions
| Recensione    | Giudizio |
| ------------- | -------- |
| AllMusic      | [ 1 ]    |
| Rolling Stone | [ 2 ]    |

Wake the World: The Friends Sessions è album compilation dei Beach Boys, pubblicato in download digitale della Capitol Records nel 2018.
Il disco è costituito da materiale inedito tratto in prevalenza dalle sessioni di studio per l'album Friends del 1968. Include varie outtakes, versioni alternative dei brani del disco in questione, e anche tracce inedite registrate da Dennis e Brian Wilson.

## Tracce
1. Meant for You (alternate version with session intro) (Brian Wilson, Mike Love) - 2:17
2. Friends (backing track) (B. Wilson, Carl Wilson, Dennis Wilson, Al Jardine) - 2:38
3. Friends (a cappella) (B. Wilson, C. Wilson, D. Wilson, A. Jardine) - 2:20
4. Wake the World (alternate version) (B. Wilson, Jardine) - 2:12
5. Be Here in the Morning (backing track) (B. Wilson, C. Wilson, D. Wilson, Mike Love, A. Jardine) - 2:20
6. When a Man Needs a Woman (early take) (B. Wilson, D. Wilson, A. Jardine, Steve Korthof, Jon Parks) - 0:50
7. When a Man Needs a Woman (alternate version) (B. Wilson, D. Wilson, A. Jardine, Korthof, Parks) - 2:08
8. Passing By (alternate version) (B. Wilson) - 1:44
9. Anna Lee the Healer (session excerpt) (B. Wilson, Love) - 1:22
10. Anna Lee the Healer (a cappella) (B. Wilson, Love) - 1:54
11. Little Bird (backing track) (D. Wilson, Stephen Kalinich) - 2:00
12. Little Bird (a cappella) (D. Wilson, Kalinich) - 2:04
13. Be Still (alternate take with session excerpt) (D. Wilson, Kalinich) - 2:09
14. Even Steven (early version of Busy Doin’ Nothin’) (B. Wilson) - 2:52
15. Diamond Head (alternate version with session excerpt) (Al Vescovo, Lyle Ritz, Jim Ackley, B.Wilson) - 4:33
16. New Song (Transcendental Meditation) (backing track with partial vocals) (B. Wilson) - 1:51
17. Transcendental Meditation (backing track with session excerpt) (B. Wilson, Love, Jardine) - 2:22
18. Transcendental Meditation (a cappella) (B. Wilson, Love, Jardine) - 1:52
19. My Little Red Book (Burt Bacharach, Hal David) - 2:48
20. Away (D. Wilson, Billy Hinsche) - 0:57
21. I'm Confessin' (demo) (B. Wilson) - 2:17
22. I'm Confessin' / You're as Cool as Can Be 1 (B. Wilson) - 1:38
23. You're as Cool as Can Be 2 (B. Wilson) - 1:14
24. Be Here In The Morning Darling (B. Wilson) - 3:29
25. Our New Home (B. Wilson) - 2:02
26. New Song (B. Wilson) - 1:26
27. Be Still (alternate track) (D. Wilson, Kalinich) - 1:03
28. Rock and Roll Woman (Stephen Stills) - 2:19
29. Time to Get Alone (alternate version demo) (B. Wilson) - 2:04
30. Untitled 1/25/68 (D. Wilson) - 1:07
31. Passing By (demo) (B. Wilson, Stanley Shapiro, Tandyn Almer) - 2:34
32. Child Is Father of the Man (original 1966 track mix) (B. Wilson) - 3:36